# Поклоніння волхвів (картина Брейгеля)
«Поклоніння волхвів» — картина фламандського художника  Пітера Брейгеля Старшого, написана в 1564 році. Робота була виконана в період проживання і роботи в Брюсселі. Картина була частиною серії з трьох картин про сюжет поклоніння волхвів. Перша робота (1556-1562 років) дуже погано збереглася і на даний момент знаходиться в Королівському музеї витончених мистецтв у Брюсселі, друга (1564) збереглася добре і зберігається в Лондонській національній галереї, третя (1567) знаходиться в музеї Оскара Рейнхерта (Вінтертур).

## Історія створення
Час створення картини відноситься до періоду правління голландськими землями королем Іспанії Пилипом II. Пітер Брейгель Старший жив і працював в Іспанських Нідерландах. Під час написання картини художник перебував у Брюсселі з 1563 року. У цей період голландське суспільство переживало кардинальні зміни, що виражалося у невдоволенні іспанським управлінням, релігійними конфліктами між католицтвом і протестантським рухом. Брюссель, у якому проживав і працював Пітер Брейгель Старший, стає центром розвитку революційних рухів та заходів протидії з боку іспанської намісниці Маргарити Пармської, резиденція якого знаходилася в цьому місті. Всі ці події не могли залишити байдужим художника, і він взявся за написання картини «Поклоніння волхвів», але у своїй інтерпретації. Картину досить холодно сприйняло католицьке суспільство, оскільки вона була сповнена іронії і антицерковного змісту.

## Сюжет картини
У картині згадується євангельський сюжет про волхвів, які прийшли зі Сходу, щоб поклонитися новонародженому Ісусу і висловити свою повагу піднесеними дарами (Мф. 2:1-11). У своїй роботі Пітер Брейгель Старший вирішив відійти від традиційного зображення і передачі радості моменту. Перебуваючи під впливом стилю Ієроніма Босха, він пише картину, яка не передає радість від народження немовляти, і всі присутні, включаючи Діву Марію, перебувають в печалі. Разом з Ісусом, вона — ключова фігура композиції, і саме її одяг художник зобразив в синьому кольорі, який є холодним і покликаний передавати печаль. Людина в зеленій хустці щось шепоче Йосипу, який схилився до нього і закрив очі, відображаючи на обличчі байдужість до подій. Біля входу в хлів і навколо Марії з немовлям, Йосипа, волхвів і темношкірого Валтасара знаходяться люди і солдати, на обличчях яких художник відобразив іронію і зловтіху.